# Famous Jack
Famous Jack  est un parcours de montagnes russes de type wild mouse tournoyante de Reverchon situé au parc Bagatelle, dans le Pas-de-Calais.

## Description
Ce modèle forain, sans fondation, est la seule nouvelle attraction inaugurée durant la période où le parc était sous contrôle de la Compagnie des Alpes.
L'attraction est d'abord installée à Pleasurewood Hills sous les noms Crazy Coaster (2000), Magic Mouse (2001 à 2004) et Mouse Trap (2005).
En octobre 2012, un train prototype du constructeur Reverchon était en test sur le Ragondingue. Il s'agit d'un nouveau type de train 2x2 places dos à dos, non-tournoyant. L'innovation se situe dans le balancement des rangées de sièges dans les virages à plat.
Pour les soixante ans du parc en 2015, l'attraction est déplacée, décorée et rebaptisée Famous Jack.

## Circuit
D'abord, le wagonnet ne tourne pas et monte le lift grâce au système de chaîne crémaillère. Il commence son parcours avec des virages serrés. Après, il entame une première descente, puis une deuxième et commence seulement à partir de ce point à tourner sur lui-même.

## Données techniques
- Longueur : 420 m
- Hauteur : 13 m
- Dimensions au sol : 19 m x42 m
- Vitesse : 46,8 km/h
- Durée : 1:30
- Force g : 2,5 g
- Wagons : 8 d'une rangée de 4 places sécurisées par des lap bar.

## Galerie

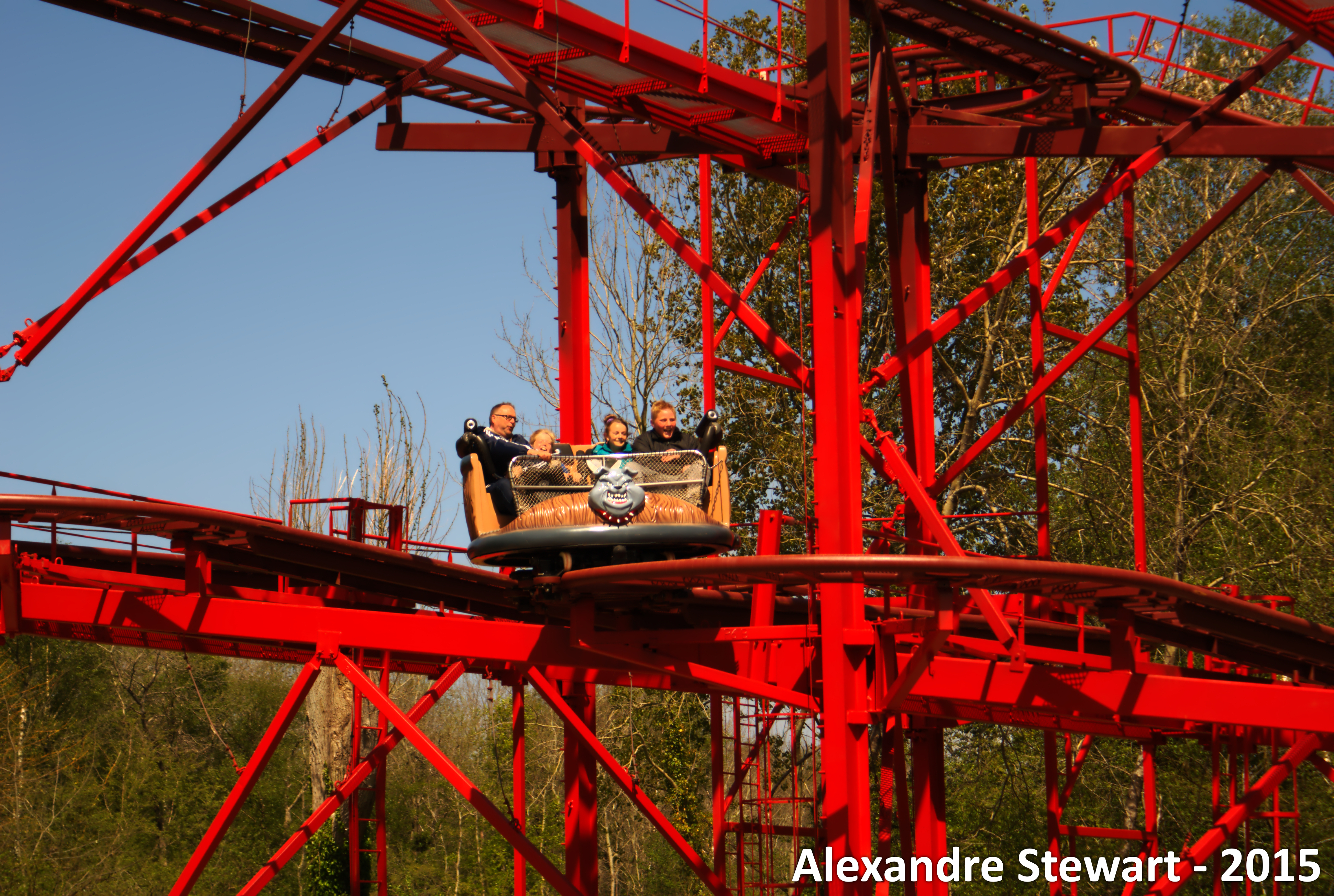
Les virages à plat.
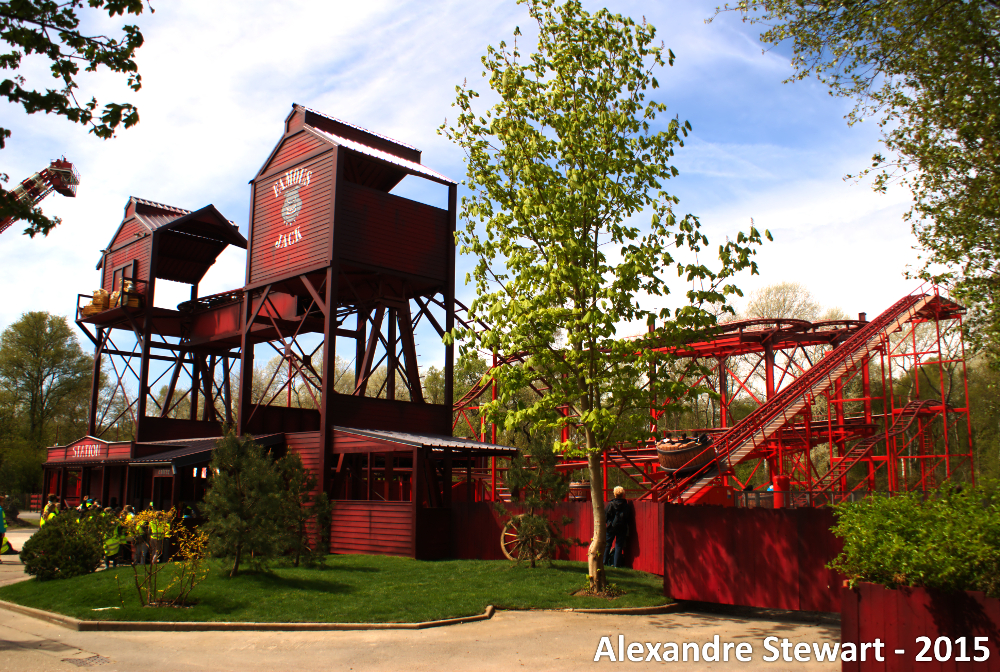
Vue générale.
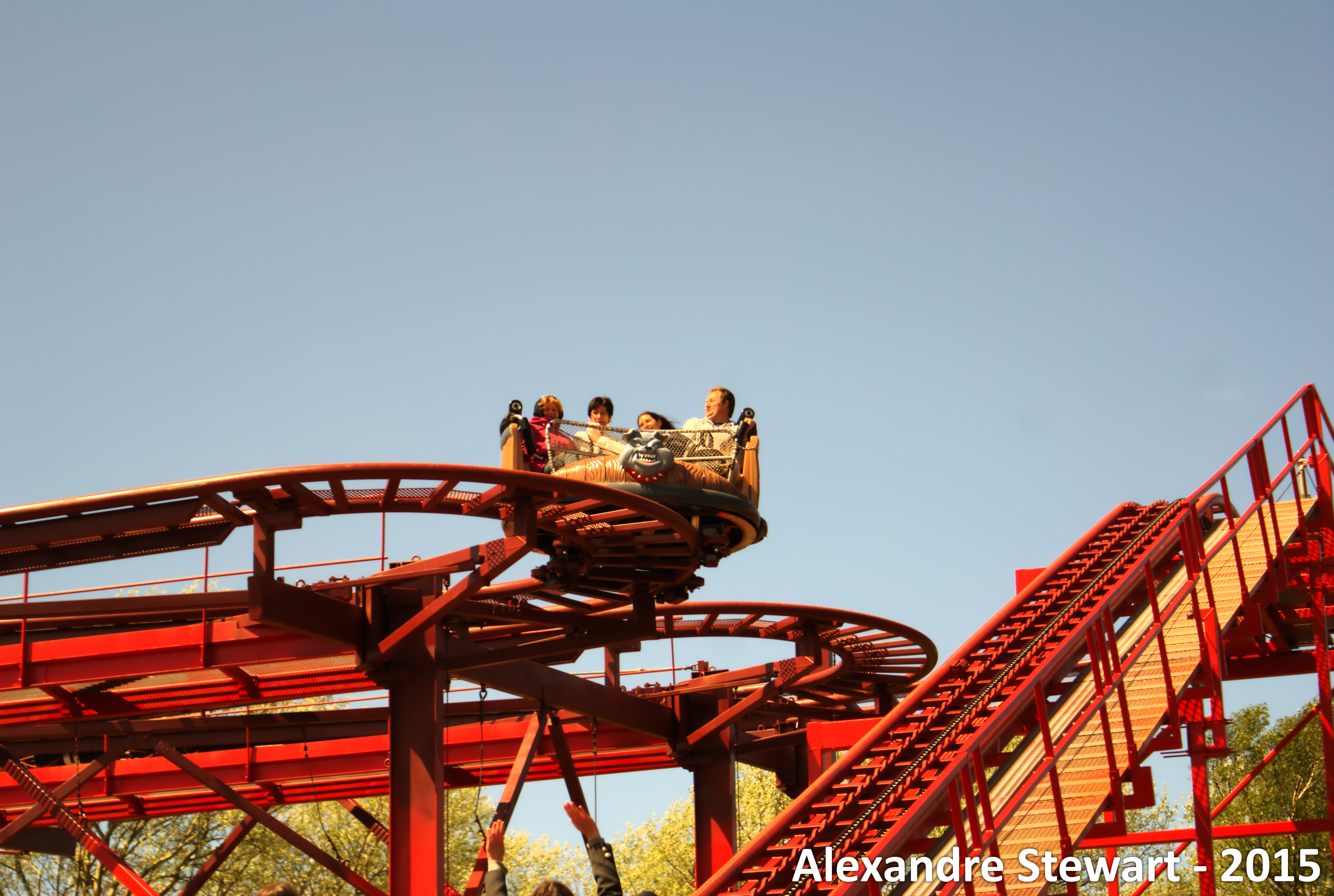
Détail.
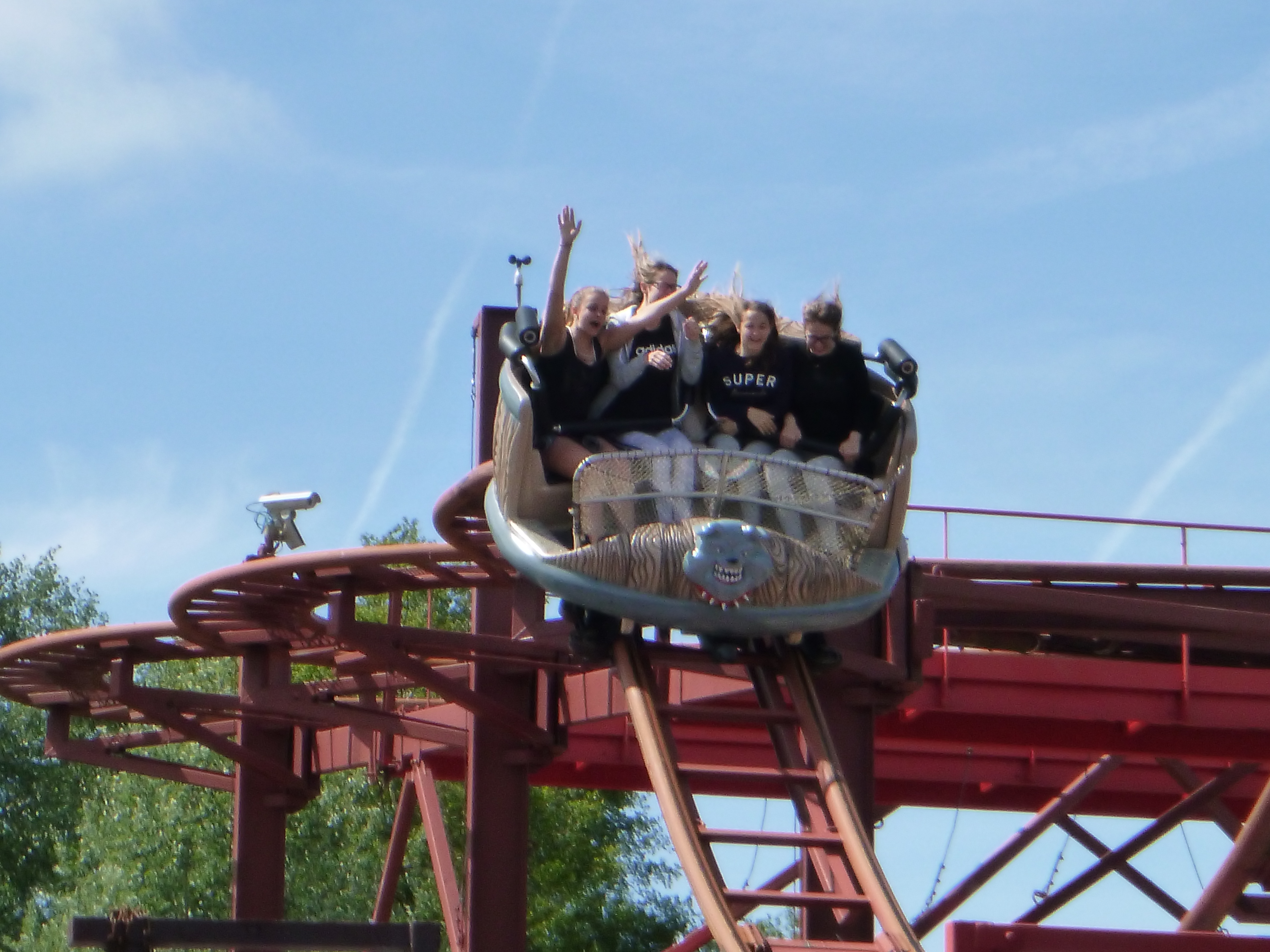
Wagon.
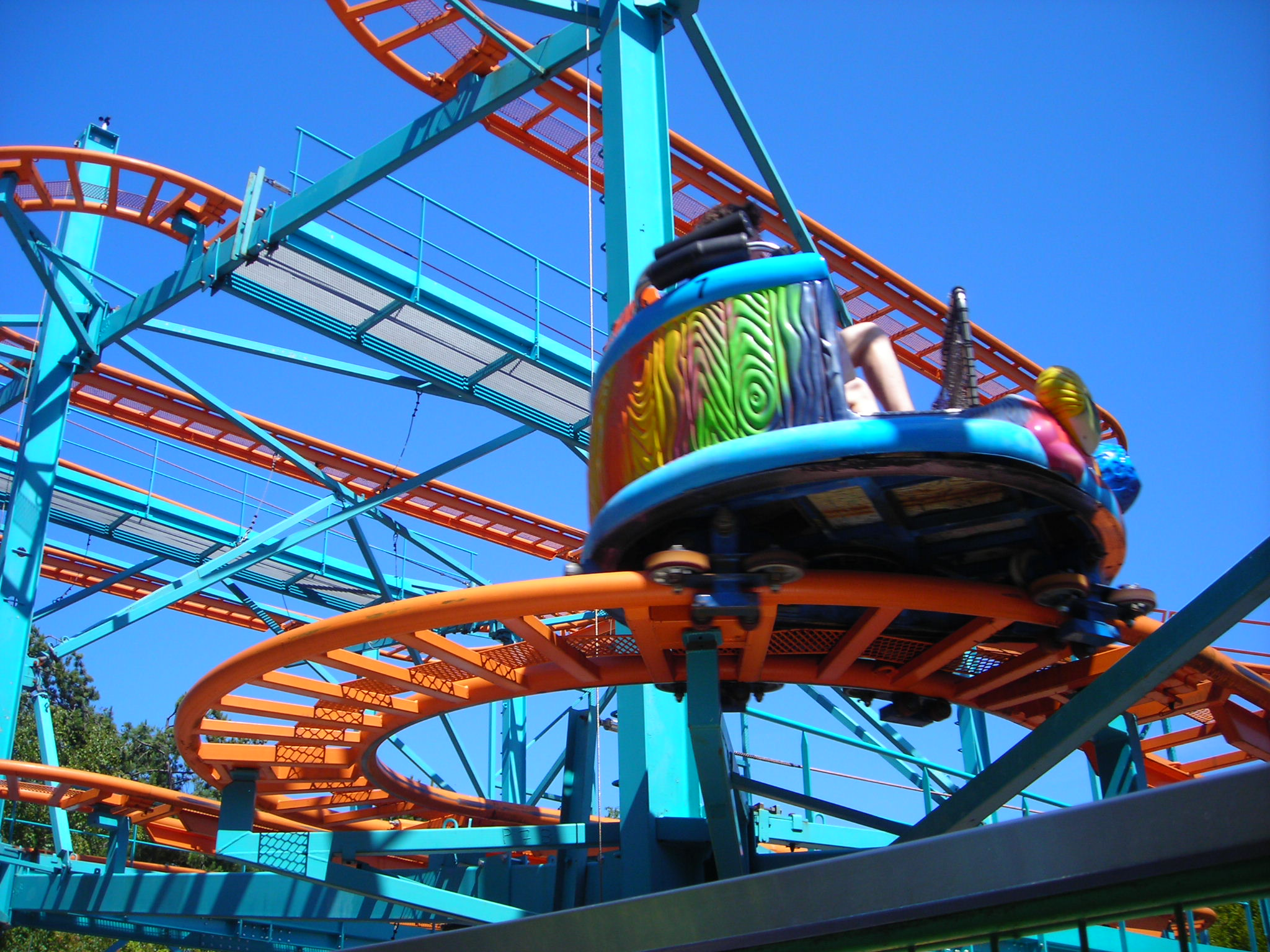
De 2006 à 2014 : Ragondingue.
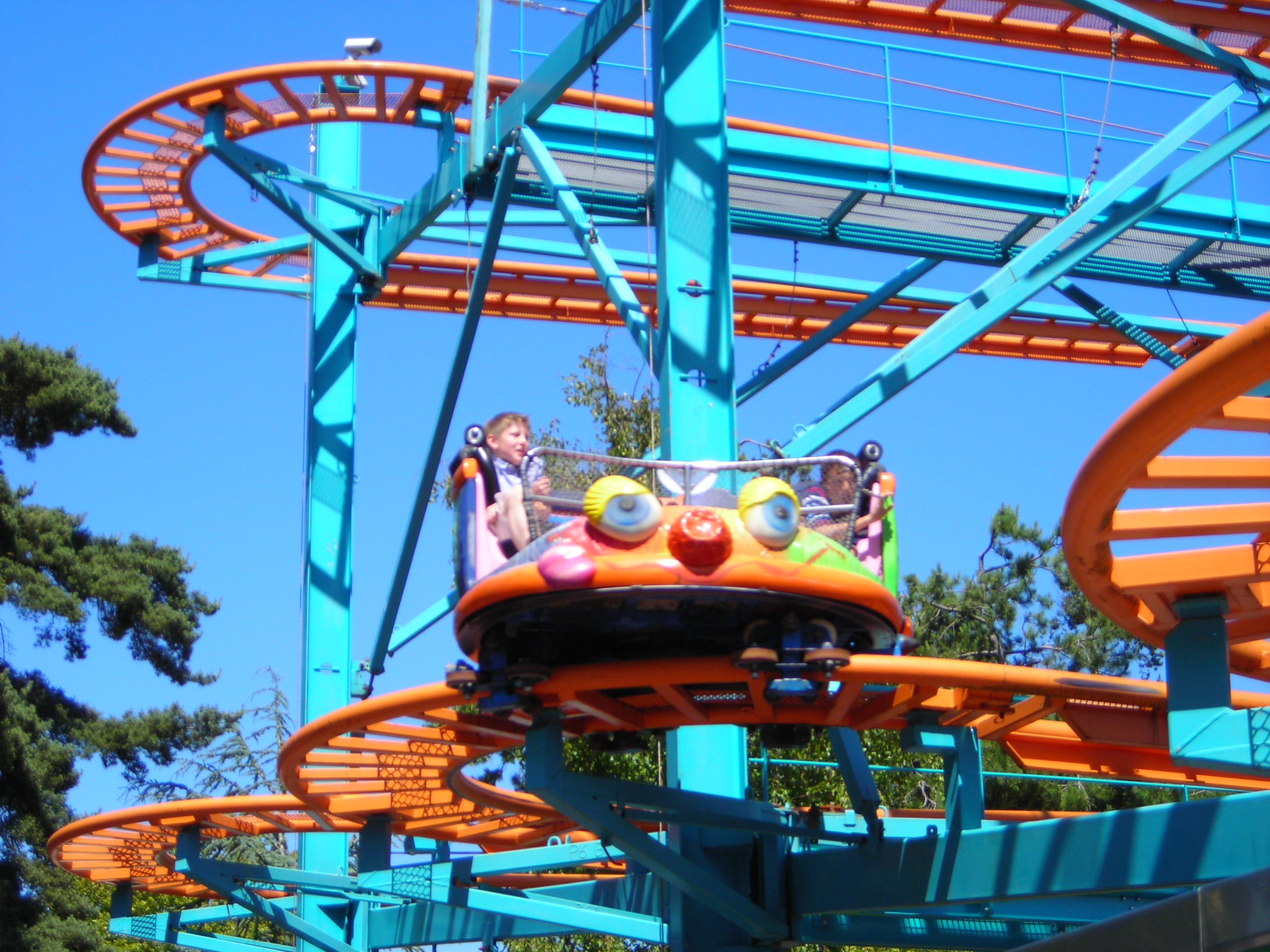
De 2006 à 2014 : Ragondingue.